# Villa Casali
Villa Casali, conhecida também como Villa Massimo Casali, era uma villa localizada na região da Piazza Celimontana, no rione Celio de Roma, onde hoje está o Ospedale Militare del Celio (Policlinico Militare). Sua entrada principal ficava na moderna Via di Santo Stefano Rotondo.

## História
Esta villa, nascida primeiro como propriedade da família Massimo e depois dos Teofili, foi construída pelo marquês Mario Casali depois de seu matrimônio com Margherita di Sertorio Teofili. A família Casali construiu ali o chamado Casino di Tommaso Mattei por causa do arquiteto que a projetou e que contava com um jardim de cinco hectares. A principal avenida da vila, ladeada por samambaias e carvalhos muito altos, ficava de frente para a igreja de Santo Stefano Rotondo e ao Aqueduto Neroniano, enquanto as travessas, adornadas com louros e tainhas, seguindo na direção dos ninfeus do palacete principal, orientavam-se na direção da poderosa parede de fundo da abside do complexo de Santi Quattro Coronati. A fachada do edifício, com dois andares e um mezanino, tinha a seção central em uma posição recuada em relação às alas laterais e repousava sobre uma sequência de três arcos.
Contudo, esta villa era conhecida principalmente por causa das obras de arte que decoravam toda a propriedade da família: o cardeal Antonio Casali abrigou ali uma famosa coleção de peças antigas, entre as quais o "Antínoo Casali", o "Sarcófago Casali" e o mosaico do "Rapto de Europa", obra que hoje está exposta num museu em Copenhagen, uma situação melhor do que outras tantas consideradas perdidas. 
Com o primeiro Piano Regolatore de Roma, realizado em novembro de 1871, logo depois da captura de Roma (1870) e de sua confirmação como capital do Reino da Itália, toda a região onde estava a villa foi considerada como área de expansão imobiliária: a Comuna de Roma era responsável pela abertura das ruas e avenidas e os investidores privados, das novas edificações. Inicialmente, a Villa Casali conseguiu escapar, mas depois da apresentação de um projeto para a construção de um hospital militar no local, a villa foi adquirida, em 1884, pela Comuna, a preço de expropriação e acabou sendo completamente demolida em 1889. Foi liberada desta forma uma área de 53 000 m2 sobre o qual foi erigido o complexo hospitalar entre 1885 e 1891, um projeto do coronel Luigi Durand de la Penne com a colaboração de Salvatore Bianchi.